# Tomorrow Never Knows
«Tomorrow Never Knows» (с англ. — «Что завтра - неизвестно») — песня английской рок-группы The Beatles, написанная в основном Джоном Ленноном и приписываемая дуэту Леннон — Маккартни. Композиция была выпущена в августе 1966 года в качестве заключительного трека их седьмого альбома Revolver, хотя это была первая песня, записанная для студийника. Песня ознаменовала радикальный отход от прошлого творчества The Beatles, поскольку группа полностью использовала потенциал студии звукозаписи, не задумываясь о воспроизведении результатов на концертах.
При написании песни Леннон вдохновлялся собственным опытом с галлюциногенным наркотиком ЛСД и книгой Тимоти Лири, Ричарда Альперта и Ральфа Мецнера «Психоделический опыт (руководство по приёму психоделических веществ)». В записи использовались музыкальные элементы, чуждые поп-музыке того времени: конкретная, авангардная и электроакустическая музыка. В песне используются различные индийские инструменты такие как танбура и ситар. Композиция содержит нестандартный темп ударных и является единственной песней группы, которая записана в одной тональности. Часть вокала Леннона подавалась через колонку Лесли, которая обычно использовалась для органа Хаммонда. Гитарные партии и эффекты в песне звучали задом-наперёд и ознаменовали первое использование подобного звучания в музыке, хотя би-сайд «Rain», который группа записала с использованием той же техники, был выпущен более чем за три месяца до выхода Revolver.
«Tomorrow Never Knows» заложило основы нового стиля — психоделии: медитационной, сюрреалистической музыки, непривычной на слух, записанной на основе нетрадиционных звучаний. В песне «Tomorrow Never Knows» описывается состояние человека в определённой ситуации (речь идёт об уроках потустороннего созерцания, медитации) и даётся понятийное определение этому состоянию и переживаемому чувству. Эксперимент «Tomorrow Never Knows» получил развитие в других песнях Beatles («For No One», «Within You Without You»), а также в записях групп «прото-арта», таких как «Heroin» «The Velvet Underground» или же «The End» группы «The Doors».
«Tomorrow Never Knows» — один из самых ранних экспериментов в мировой психоделической музыке и одно из наиболее новаторских произведений «Битлз». С её жутковатыми вокалами, монотонными ударными и пугающими звуковыми эскападами, «Tomorrow Never Knows» стала конечным выражением открытий и необыкновенных метаморфоз, которые произошли с «Битлз» после выхода альбома Rubber Soul. Джордж Мартин, продюсер «Битлз», обычно скромный и немногословный, назвал её «тональной поэмой — что-то вроде современного Дебюсси».

## История создания
Леннон сочинил «Tomorrow Never Knows» в январе 1966 года после прочтения книги «Психоделический эксперимент» Тимоти Лири, Ричарда Олперта и Ральфа Мецнера, основанную на тексте «Тибетской книги мёртвых». Как и
Харрисон, Леннон отметил родство восточных духовных учений и впечатлений от
экскурсий в мир галлюцинаций. В книге Лири проводил параллель между процессом «умирания эго» при приёме ЛСД и других психоделиков и реальной смертью, требующей сопровождения подобным ритуальным буддийским текстом. Об истории создания Джон Леннон рассказал в одном из частных интервью:

«В книге Лири полно наставлений и советов. И мы последовали советам о том, как совершить путешествие, из его книги. Я сделал всё так, как написал он, а потом сочинил песню „Tomorrow Never Knows“, которая стала чуть ли не первой кислотной вещью. „Освободись от всех мыслей, отдайся пустоте“ — и вся эта чушь, которую Лири надёргал из „Книги мёртвых“. Я читал интервью с Джорджем Мартином, в котором он говорит, что Джон увлёкся „Книгой мёртвых“. Я никогда в жизни не видел её. Я читал только её рекламный проспект, в меру психоделический, — этого было вполне достаточно». 
По воспоминаниям Пола Маккартни однажды Джон зашёл в книжную лавку «Indica» в поисках работ Ницше, но вместо неё купил «Психоделический эксперимент». Строчка из книги «Если же ты в сомнениях, отключи свой ум, плыви по течению» (англ. When in doubt, relax, turn off your mind, float downstream) почти в неизменном виде вошла в песню.

### Название
В тексте этой песни её непосредственное название не встречается ни разу.

«Tomorrow Never Knows» — это очередная сентенция Ринго. Я дал этой песне столь странное название, потому что немного стыдился собственного текста. Вот я и выбрал одно из выражений Ринго — что-то вроде «A Hard Day’s Night», чтобы смягчить философский пафос стихов". 
Возвращение музыкантов в Лондон после их первого визита в Америку, в начале 1964 года, ознаменовалось для «Битлз» интервью для телекомпании «Би-би-си», в ходе которого и была упомянута звучная фраза Ринго. В этом интервью было сказано следующее:
- Вопрос: Ринго, я слышал ты подвергся нападению на балу в английском посольстве. Это так?
- Ринго: Не совсем. Просто кто-то отрезал у меня прядь волос.
- Вопрос: Можно посмотреть. У тебя ещё много осталось.
- Ринго: (поворачивая голову): Видите разницу. На этой стороне волосы длиннее.
- Вопрос: Что же действительно произошло?
- Ринго: Не знаю. Тогда я просто разговаривал, давал интервью (выделяя голосом). Точно так же как я делаю это сейчас.
- (Тем временем Джон и Пол в шутку демонстрируют, как они стригут волосы Ринго)
- Ринго: Меня заболтали, оглядываюсь кругом — вокруг меня 400 человек и все улыбаются. Что здесь скажешь?
- Джон: И что ты скажешь?
- Ринго: Что завтра — нам неизвестно.[12]

В основе игры слов Ринго лежит английская пословица «Завтра никогда не наступит» (англ. Tomorrow never comes).

## Запись песни
Леннон впервые представил песню остальным участникам группы в доме Брайана Эпстайна на Чепел-стрит в Белгравии. Песня была целиком построена на аккорде до. Как следует из воспоминаний Пола Маккартни, музыкант всерьёз сомневался в том, что продюсер группы Джордж Мартин отнесётся к песне положительно. Композиция была сочинена только на одном аккорде, что вызывало опасение в неодобрительной реакции продюсера группы. Беспокойство Маккартни было обусловлено в первую очередь тем, что прежде музыканты всегда использовали в песне три аккорда и иногда меняли их в середине песни. Однако Джордж Мартин принял песню положительно, подметив «Весьма любопытно, Джон. Чрезвычайно интересно!». В одном из своих интервью Мартин вспоминал:

«Tomorrow Never Knows» — настоящее новаторство. Джон хотел добиться ощущения ужаса и нереального звучания. Когда мы работали над оригинальной версией плёнки, мы начали с монотонного звучания тамбуры и весьма типичных для Ринго ударных.

При записи песни «Tomorrow Never Knows» он сказал, что хотел бы, чтобы его голос звучал, как у Далай-ламы, распевающего песнопения на вершине холма. Я сказал: «Поездка в Тибет обойдется недёшево. Может, попробуем без неё?» Я прекрасно понимал, что обычное эхо или реверберация не годятся, поскольку при этом возникнет эффект несколько отдалённого голоса. А нам было необходимо причудливое, металлическое звучание. Когда я думал о Далай-ламе, мне представлялись альпийские рожки и люди с этими… ну, в общем, несколько странными головными уборами. Я не бывал на Тибете, но представлял, как должен звучать голос, будто исходящий из такого рожка. Я поговорил со звукоинженером Джеффом Эмериком, и он подал удачную мысль. Он сказал: «Попробуем пропустить его голос через динамик Лесли, затем сделаем это ещё раз и запишем заново». Динамик Лесли — вращающийся громкоговоритель внутри органа «Хаммонд», скорость его вращения можно регулировать рукояткой на консоли органа. Пропустив голос Джона через это устройство и затем снова записав его, мы получили нечто вроде прерывающегося эффекта вибрато — его мы и слышим в песне «Tomorrow Never Knows». Не думаю, что прежде кто-нибудь делал такое. Это была революционная песня для альбома «Revolver».
Гармоническая структура песни построена на звучании индийской музыки, и основана на органном пункте C. Песня построена на одном аккорде, но в её структуре присутствует также дополнительный аккорд из более высокой тональности, который изменяется. Таким образом, если песня звучит в тональности до-мажор, то он переходит в си-бемоль мажор. В песне возникает цепная структура повтора, которая встречается в архаических образцах песенного фольклора (А1 А2 А3 и т. д.). Она базируется на модальности, здесь используется миксолидийский лад, столь любимый «Beatles». Кроме того, прием обратной записи с деформацией натуральных естественных звучаний, включение индийских инструментов (ситара и таблы), а также бурдон в басу и тотальное остинато — всё это создаёт привкус ирреальности, глубокого погружения в психоделический транс.
На основном кольце, использованном при записи, были записаны крики и смех Пола Маккартни, записанными в обратном направлении, многократно искаженные и наложенные друг на друга. Заряженное в магнитофон кольцо монотонно повторяло один и тот же звук, ставший идеальным сопровождением для песни-мантры. Идею использовать кольца Пол почерпнул из произведения Карлхайнца Штокхаузена «Gesang der Jünglinge» (нем. «Песни юношей») в жанре musique concrète. По просьбе музыкантов в песне был также использован редкий метод искусственного дабл-трекинга (ADT), при котором, по словам Джорджа Мартина, «звуковая копия запускается с небольшим запозданием или опережением, в результате чего создаётся эффект двойного звучания».
Пол предложил вариант инструментального сопровождения песни, принеся в студию кольца магнитофонной плёнки (над которыми он работал в своей домашней студии на Монтегю-сквер совместно с Иэном Соммервиллом). «Пол и Иэн приносили мне свои петли, как кошки приносят воробьёв. Я запускал их на разных скоростях, вперёд и назад, и потом выхватывал наугад», — вспоминал Джордж Мартин. В «Tomorrow Never Knows» использовано 16 таких фрагментов, на которых были записаны различные звуки:
- оркестровый аккорд си-бемоль мажор;
- звуки флейты и скрипок, извлечённые при помощи меллотрона;
- искажённую электронными средствами партию гитары, напоминающую звук ситара;
- одно из позднейших наложений на песню было сделано при помощи лент, оставшихся от записи сольной партии гитары для песни «Taxman». Соло было обрезано, перевёрнуто в обратном направлении и замедленно на пол-тона[18].

## Кавер-версии
Песня неоднократно перепевалась многими исполнителями, к примеру:
- Джими Хендриксом в концертном альбоме «Bleeding Heart», при участии Джима Моррисона (1968).
- Филом Коллинзом в альбоме 1981 года — Face Value.
- группой «Monsoon» в альбоме «Third Eye» (1983).
- группой «The Mission» в альбоме «The First Chapter» (1987).
- Юкихиро Такахаси в альбоме «Ego» (1988).
- Даниэлл Дэкс в альбоме «Blast the Human Flower» (1990).
- группой «Trouble» в альбоме «Plastic Green Head» (1995)
- Майклом Хедджесом в альбоме «Oracle» (1996).
- группой «Our Lady Peace» в саундтреке к фильму «Колдовство».
- группой «The Helio Sequence» в альбоме «Com Plex» (2000).
- группой «Oasis» (инструментальное вступление к песне «Cigarettes & Alcohol» и совместное исполнение с Джонни Марром)
- группа «Archive» исполнили кавер-версию песни во время их «живого» выступления во Франции в 2002 году.
- группой «Living Colour» в альбоме «Collideøscope» (2003).
- Джуниором Паркером (эта версия вошла в саундтрек к фильму «Дитя человеческое».
- группой «The Chameleons» в альбоме «Strange Times».
- Джед Фэир и Даниэль Джонстон в альбоме «It's Spooky».
- Дэвидом Ли Ротом в альбоме «Diamond Dave».
- группой «801» в концертном альбоме «801 Live».
- группой «The Grateful Dead» в концертном альбоме «Dick’s Picks Vol. 27».
- группа «Gov't mule» часто исполняет инструментальную версию «Tomorrow Never Knows».
- группой «Cowboy Mouth» в альбоме «Uh-Oh».
- группой «Los Lobos» — «El Cancionero: Mas Y Mas».
- Педро Аснаром в «Mudras» (2003).
- группой «TNH» в альбоме «New Beatles Covers» (2008).
- Алисон Моссхарт и Карлой Азар[англ.] в альбоме «Sucker Punch» в 2011 году.

## Участники записи
- Джон Леннон — ведущий дублированный вокал, орган Хаммонда, бубен и магнитофонные ленты.
- Пол Маккартни — бас-гитара, барабаны, гитарный ревербератор и магнитофонные ленты.
- Джордж Харрисон — ситар, тамбура, гитарный ревербератор и магнитофонные ленты.
- Ринго Старр — барабаны и магнитофонные ленты.
- Джордж Мартин — расстроенное фортепиано и магнитофонные ленты.

## Интересные факты о песне
- Леннон хотел, чтобы вторую половину песни пели Далай-лама с тысячью тибетских монахов на горной вершине, но техническое осуществление этой идеи было немного проблематичным, поэтому Джону пришлось петь самому.[8]
- Разные авторы указывают на разные варианты первоначального названия песни. В книге Питера Брауна «Любовь, которую ты отдаёшь» это «The Void», а в исследованиях Марка Льюисона (и Боба Спитца) — «Mark I».[19]
- The Beatles продолжили похожие эксперименты со звучанием в работе над композицией «Carnival of Light»[20].
- «Tomorrow Never Knows» станет первой студийной записью The Beatles, которая прозвучит в телесериале. За её использование создатели сериала «Безумцы» выплатили 250 тысяч долларов[21].
- Название «Tomorrow Never Knows» послужило для названия фильма о Джеймсе Бонде «Завтра не умрёт никогда» (англ. Tomorrow Never Dies): рабочим названием было «Tomorrow Never Lies» («Завтра не врёт никогда»)[22], однако после случайной опечатки «dies» вместо «lies» авторы решили сохранить окончательный вариант[23].